# Spy vs. Spy (datorspel, 1984)
Spy vs. Spy är ett TV-spel som ursprungligen utgavs av First Star Software 1984 till Atari 800, Commodore 64 och Apple II. Spelet är baserat på serien X & Y.

### Fotnoter
1. 1 2 3  ”Spy vs. Spy”. NES DB. 27 februari 1986. Arkiverad från originalet den 27 april 2014. https://web.archive.org/web/20140427205307/http://www.nesdb.se/game_more.php?id=1355&rid=1. Läst 27 april 2014.